# Edmund Burke Delabarre

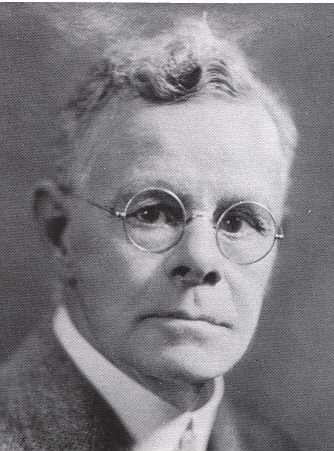
Professor Edmund B. Delabarre (ca. 1900)

Edmund Burke Delabarre (* 25. September 1863 in Dover, Maine; † 16. März 1945 in Providence, Rhode Island) war ein US-amerikanischer Professor für Psychologie.

## Werke
- E. B. Delabarre: Über Bewegungsempfindungen. Albert-Ludwigs-Universität, Freiburg i. B., Philosophische Fakultät, Diss., 1891; archive.org